# Republic, Kansas
Republic là một thành phố thuộc quận Republic, tiểu bang Kansas, Hoa Kỳ. Năm 2010, dân số của xã này là 116 người.

## Dân số
Dân số các năm:
- Năm 2000: 161 người
- Năm 2010: 116 người